# Mae Ai (huyện)
Mae Ai (tiếng Thái: แม่อาย) là huyên (‘‘amphoe’’) cực bắc của tỉnh Chiang Mai, phía bắc Thái Lan.

## Lịch sử
Tiểu huyện (King Amphoe) Mae Ai đã được thành lập ngày 15 tháng 8 năm 1967, khi ba tambon Mae Ai, Mae Sao và Mae Na Wang đã được tách  từ Fang. Đơn vị này đã được nâng lên thành huyện ngày 28 tháng 6 năm 1973.

## Địa lý
Các huyện giáp ranh (từ tây nam theo chiều kim đồng hồ) là Fang of Chiang Mai Province, Shan State of Myanmar, Mae Fa Luang, Mueang Chiang Rai và Mae Suai của tỉnh Chiang Rai.
Sông quan trọng ở huyện này là Kok và sông Fang.

## Hành chính
Huyện này được chia thành 7 xã (tambon), các đơn vị này lại được chia thành 110 làng (muban). Mai Ai là một thị trấn (thesaban tambon), nằm trên một phần của tambon Mae Ai và Malika. Ngoài ra có 6 Tổ chức hành chính tambon (TAO).
| Số TT | Tên         | Tên tiếng Thái | Số làng | Dân số |  |
| ----- | ----------- | -------------- | ------- | ------ |  |
| 1.    | Mae Ai      | แม่อาย          | 22      | 9.987  |  |
| 2.    | Mae Sao     | แม่สาว          | 20      | 12.789 |  |
| 3.    | San Ton Mue | สันต้นหมื้อ        | 13      | 6.668  |  |
| 4.    | Mae Na Wang | แม่นาวาง        | 15      | 14.320 |  |
| 5.    | Tha Ton     | ท่าตอน          | 19      | 21.675 |  |
| 6.    | Ban Luang   | บ้านหลวง        | 10      | 7.346  |  |
| 7.    | Malika      | มะลิกา          | 11      | 4.510  |  |